# Programme de sécurité en matière douanière de l'Union européenne
Le Programme de sécurité en matière douanière de l'Union européenne, mis en œuvre en particulier depuis 2003 et à la suite des attentats du 11 septembre 2001, concerne en particulier la sécurité de la chaîne logistique. Le programme vise à établir « un équilibre entre les contrôles et la facilitation des échanges » .
Le cadre juridique est fixé par le Règlement (CE) n° 648/2005 modifiant le Code des douanes communautaire. Désormais, selon la description du programme par la Commission européenne:
- Les opérateurs sont tenus de fournir aux autorités douanières des informations sur les marchandises avant leur importation dans l'Union européenne ou leur exportation depuis celle-ci (déclarations préalables à l'arrivée / préalables au départ);
- les opérateurs jugés fiables bénéficieront de mesures de facilitation commerciale, par le biais du programme Opérateur économique agréé (OEA ou AEO en anglais Authorized economic operator);
- un mécanisme d’établissement de critères communautaires uniformes pour la sélection des risques en vue des contrôles sera introduit. Ce mécanisme s’appuiera sur des systèmes informatisés.

En ceci, le programme reprend certaines des dispositions de la Container Security Initiative (CSI) mis en place par les États-Unis.

## Compléments